# Ковалевская, Людмила Ивановна
Людмила Ивановна Ковалевская (8 марта 1937, Харьков — 27 сентября 1983, Новосибирск) — советская оперная певица (меццо-сопрано), заслуженная артистка РСФСР (1970).

## Биография
Ролилась 8 марта 1937 года в Харькове. С 1972 по 1983 год была солисткой Новосибирского театра оперы и балета. В 1975 года гастролировала с театральной труппой в Москве.

## Репертуар
- Кармен — Кармен (Ж. Бизе);
- Амнерис — Аида (Дж. Верди);
- Любаша — Царская невеста (Н. Римский-Корсаков);
- Жанна д'Арк — Орлеанская дева (П. Чайковский);
- Кончаковна — Князь Игорь (А. Бородин);
- Солоха — Ночь перед Рождеством (Н. Римский-Корсаков) и т. д.[1]

## Награды
В 1970 году удостоена звания заслуженной артистки РСФСР.